# Gmina Kupres (Republika Serbska)
Gmina Kupres (serb. Општина Купрес / Opština Kupres) – gmina w Bośni i Hercegowinie, w Republice Serbskiej. W 2013 roku liczyła 293 mieszkańców.